# Бенешть (Молдова)
Бенешть (рум. Bănești) — село у Теленештському районі Молдови. Адміністративний центр однойменної комуни, до складу якої також входить село Бенештій-Ной.

## Населення
За даними перепису населення 2004 року у селі проживали 2319 осіб.
Національний склад населення села:
| Національність       | Кількість осіб | Відсоток   |
| -------------------- | -------------- | ---------- |
| молдавани румуни     | 2148 157       | 92,6% 6,8% |
| росіяни              | 6              | 0,3%       |
| українці             | 4              | 0,2%       |
| гагаузи              | 2              | 0,1%       |
| інша / без відповіді | 2              | 0,1%       |
| Всього               | 2319           | 100%       |